# Simiyu (region)
Simiyu är en av Tanzanias 30 regioner och är belägen vid Viktoriasjön i den norra delen av landet. Administrativ huvudort är staden Bariadi.

## Administrativ indelning
Regionen är indelad i fem distrikt:
- Bariadi
- Busega
- Maswa
- Meatu
- Itilima